# Gastrotheca dunni
Gastrotheca dunni Lutz, 1977 è una specie di rana della famiglia Hemiphractidae, endemica della Colombia.

## Habitat
I suoi habitat naturali sono: praterie subtropicali o tropicali ad alta quota, acquitrini, corsi d'acqua intermittenti, terre coltivate, pascoli, coltivazioni, foreste degradate, stagni, terreni irrigati.